# Linnajärvi (sjö i Kangasala, Birkaland)
Linnajärvi är en sjö i kommunen Kangasala i landskapet Birkaland i Finland. Arean är 42 hektar och strandlinjen är 4,97 kilometer lång. Sjön  ingår i Kumo älvs huvudavrinningsområde.   Den ligger omkring 27 kilometer öster om Tammerfors och omkring 140 kilometer norr om Helsingfors. 